# Viktor Leonov
Viktor Nikolaïevitch Leonov, né en 1916 à Zaraïsk et mort le 7 octobre 2003 à Moscou, est marin soviétique de nationalité russe, nommé deux fois héros de l’Union soviétique pour ses accomplissements pendant la Seconde Guerre mondiale.

## Biographie
Viktor Nikolaïevitch Leonov naît en 1916 à Zaraïsk et s’engage dans la marine soviétique en 1937. Au début de la guerre contre l’Allemagne, il est affecté avec le grade de lieutenant au 181e détachement spécial de reconnaissance de la flotte du Nord, une unité chargée d’effectuer des raids le long des côtes. Au mois de novembre, son détachement attaque ainsi le dépôt logistique de Titovka, détruisant vingt-cinq camions, les réservoirs de carburants, les entrepôts et infligeant de lourdes pertes aux Allemands. Outre l’effet de ces raids sur les Allemands, ils sont aussi notables en raison des très faibles pertes subies par les Soviétiques : au cours de toute la guerre, Leonov ne perd ainsi que neuf hommes.
La mission la plus notable de sa carrière est la destruction de la batterie du cap Krestovyi dans la nuit du 12 octobre 1944. Cette batterie, composée de quatre canons de 155 mm représente alors un problème majeur pour les Soviétiques, car elle les empêche de faire entrer leurs navires dans la baie de Liinakhamari. Au cours de l’opération il s’empare avec ses hommes des canons de 88 mm protégeant le site et les retourne contre les Allemands, qui sont obligés de se rendre. Ce succès permet aux Soviétiques de débarquer dans la foulée et de s’emparer de la ville. En récompense, Leonov reçoit le 5 novembre le titre de héros de l’Union soviétique.
Après la capitulation de l’Allemagne le 8 mai 1945, il est transféré en Extrême-Orient pour combattre les Japonais. Au cours d’une mission mal préparée ayant pour objectif l’aéroport de Port Vonsan, il débarque avec seulement 140 hommes alors que les Japonais sont plus de 3 500. Demandant à négocier avec l’officier commandant les Japonais, il parvient à l’inciter à se rendre sans combattre. Cette action lui permet de recevoir un second titre de héros de l’Union soviétique le 14 septembre 1945.
Leonov poursuit sa carrière après la guerre avant de rejoindre la réserve navale en 1956 et écrit par la suite sur l’histoire navale soviétique. Il jouit alors d’une certaine popularité et est présenté comme un modèle pour la jeunesse, bien qu’il n’ait jamais caché sa détestation des commissaires politiques. Toutefois, après la chute de l’URSS en 1991 il perd en importance et meurt dans l’indifférence à Moscou le 7 octobre 2003. 